# Putha Hjunčuli

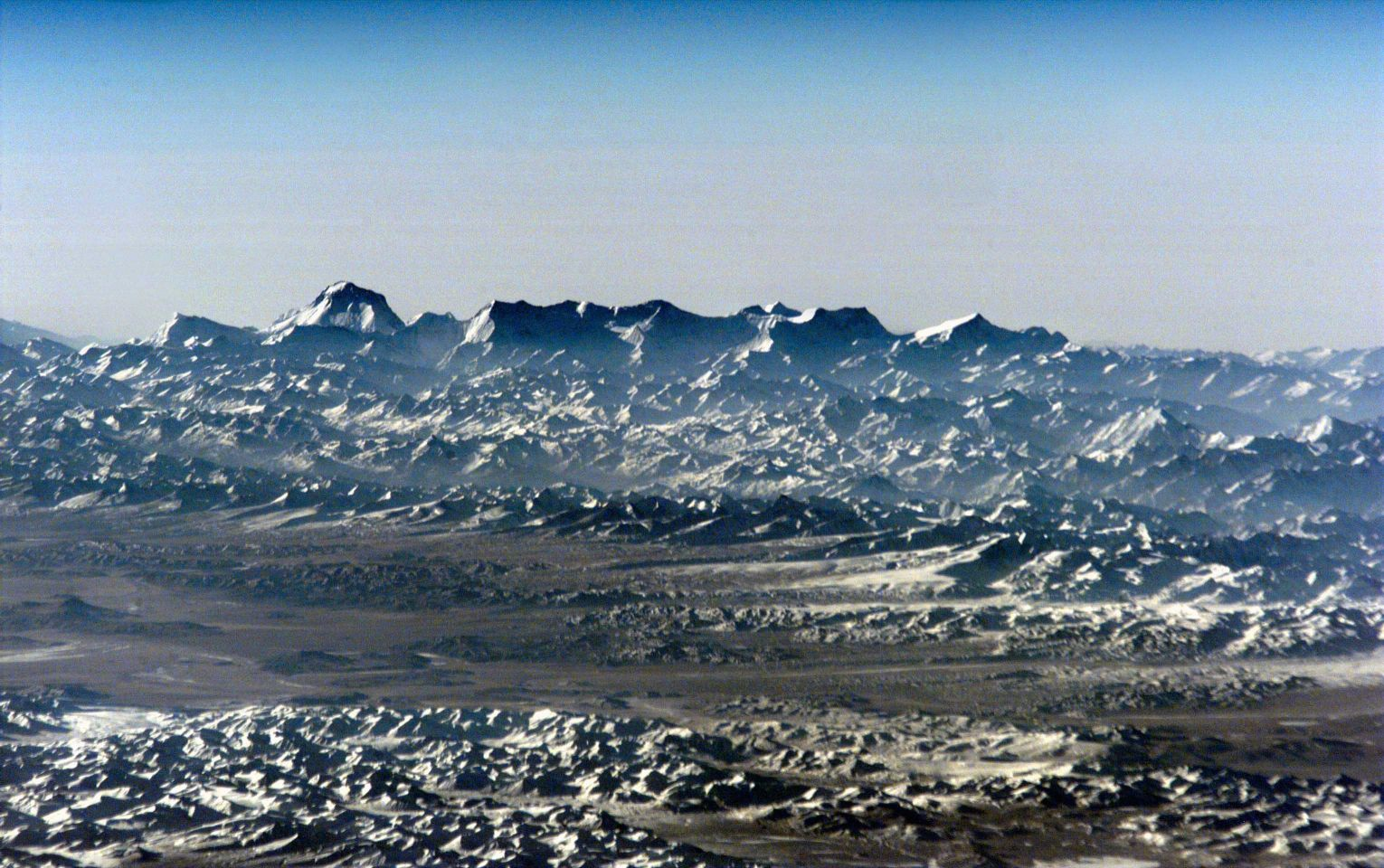
Himálajské pohoří. Putha Hiunchuli je první vrchol zprava

Putha Hjunčuli (také Putha Hiunchuli, 7246 m n. m.) je nejzápadnější sedmitisícový vrchol v masivu Dhaulágirí v Nepálu. Tato oblast je součástí rezervace Dhorpatan Hunting. Nejvyšší vrchol tohoto masivu je sedmá nejvyšší hora světa Dhaulágirí (8167 m n. m.).
První výstup na vrchol uskutečnil v roce 1954 severní cestou Brit James Roberts a šerpa Ang Nyima.
V roce 1972 vystoupili z jihu Japonci Hirojuki Macuo, Tošihiko Fudžiwara, Jukio Aojama, Daizaburo Ito, Koiči Sakaue, James A. Prichard a dva šerpové. 

V současné době je využívána zejména severní cesta, která je s průměrným sklonem ledovce 35° bezpečnější.
V roce 2014 na vrchol vystoupili severní cestou i první Češi Antonín Bělík a Pavel Matoušek.

## Seznam vrcholů masívu Dhaulágirí vyšších než 7000 m n. m.
| Dhaulágirí I         | 8167 m |
| Dhaulágirí II        | 7751 m |
| Dhaulágirí III       | 7715 m |
| Dhaulágirí IV        | 7661 m |
| Dhaulágirí V         | 7618 m |
| Čuren Himal (střed)  | 7385 m |
| Čuren Himal (východ) | 7371 m |
| Čuren Himal (západ)  | 7371 m |
| Dhaulágirí VI        | 7268 m |
| Putha Hjunčuli       | 7246 m |
| Gurdža Himal         | 7193 m |